# جونگ دا بین
جونگ دا بین (کره‌ای: 정다빈؛ ۴ مارس ۱۹۸۰ – ۱۰ فوریه ۲۰۰۷) بازیگر اهل کره جنوبی بود. او در سال ۲۰۰۷ و در سن ۲۶ سالگی بر اثر خودکشی درگذشت.